# Achille Pierre Dionis du Séjour
Achille Pierre Dionis du Séjour, né le 11 janvier 1734 à Paris et mort le 22 août 1794 à Vernou, est un astronome et mathématicien français.

## Biographie
Petit-neveu de Pierre Dionis, fils de Louis-Achille Dionis du Séjour et de Geneviève Madeleine Héron, il fit ses études au collège des Jésuites de Paris, de 1743 à 1750. Reçu conseiller au Parlement, le 21 avril 1758, d’abord à la quatrième chambre des enquêtes, puis, en 1779, à la grand-chambre, on était surpris, au Parlement, de la manière dont il rapportait les procès, et de la quantité d’affaires qu’il expédiait. Pourtant, il s’occupait, par goût, malgré les fonctions de sa charge, des calculs analytiques, surtout dans leur application à l’astronomie, et se distingua de bonne heure par des publications mathématiques et astronomiques et ses connaissances, en mathématiques.
Dès 1761, il publia, conjointement avec son confrère Mathieu-Bernard Goudin, un ouvrage contenant des mémoires sur le calcul analytique des éclipses, les rétrogradations des planètes, et la gnomonique.
En 1765, il fut reçu à l’Académie des sciences comme associé libre. Ses confrères au parlement prétendaient qu’il ne devait accepter qu’une place d’honoraire, mais il ne tint pas compte de cette vanité, car il trouvait honorable d’appartenir à cette société de savants, sous quelque dénomination que ce soit. Ensuite il voulut même être associé ordinaire, pour ne pas occuper une place qui, paraissant plus distinguée à certaines personnes, lui semblait par-là même être moins digne de lui. Dans la même année, il entreprit d’appliquer l’analyse algébrique à toutes les branches de l’astronomie, et d’abord au calcul des éclipses. Il suivit ce travail avec autant d’assiduité que de succès pendant pas moins de trente ans et épuisa ce problème dans toute sa généralité. Les astronomes ont toujours trop négligé l’analyse, les observations et les calculs qu’elles exigent pour en tirer des résultats, demandant tant de temps, qu’il ne leur en restait guère pour des spéculations abstraites et difficiles. Du Séjour est le premier qui se soit adonné tout entier à ce travail pour en faire une application importante à la détermination des longitudes d’un grand nombre de villes, par les éclipses de 1764 et de 1769, dans les Mémoires de l’Académie pour 1771. II donna plus qu’aucun autre astronome de ces calculs si rarement réalisés avant 1760.
Nommé associé libre de l’Académie des sciences, en 1765, il appliqua l’analyse aux phénomènes célestes, en particulier aux éclipses. Il connut un moment de célébrité lorsque, le bruit s’étant répandu, d’après le mémoire intitulé Réflexions sur les comètes qui peuvent approcher de la Terre, que Lalande n’avait pas eu le temps de lire, en séance publique de l’Académie royale des sciences, le 21 avril 1773, qu’une comète devait entrer en collision avec la Terre, la terreur s’empara de toute la France. Pour rassurer les esprits faibles, il soumit la question à l’analyse la plus rigoureuse, et montra que la collision entre une comète et la Terre était difficile, ou même impossible, dans l’ordre des probabilités, et qu’on pouvait affirmer avec certitude que cette catastrophe n’aurait pas lieu avant un grand nombre de siècles. Cela rassura le public.
Après avoir appliqué l’analyse à toutes les parties de l’astronomie, il rassembla tous les mémoires qu’il avait publiés dans les volumes de l’Académie, les perfectionnant, les réunissant par un enchainement méthodique, en rendit les principes plus élémentaires, les applications plus nombreuses, et il en forma un grand ouvrage en deux gros volumes in-4°, parus en 1786 et 1789, sous le titre de Traité analytique des mouvemens apparens des corps célestes.
En mathématiques, il s’occupa de la résolution générale des équations. Peu de temps avant sa mort, il avait réalisé un grand mémoire sur le cinquième degré, où il en développait tous les cas, où il donnait la solution de tous ceux où elle est possible, et le caractère des racines pour tous les autres, n’attendant qu’une occasion de publier ce travail, pour s’occuper du sixième degré. Sa mort en a empêché la publication, les géomètres ayant jugé que ce mémoire n’était pas en état d’être mis au nombre des ouvrages qui lui assignent un rang distingué parmi les géomètres et les astronomes de son siècle.
Élu député de la noblesse de Paris pour les États généraux de 1789, il y porta le désintéressement d’un philosophe, fit partie du groupe des 47 députés de la noblesse qui se réunirent au tiers état, le 25 juin 1789 et fut toujours du nombre de ceux qui sacrifiaient au bien public et à l’égalité les privilèges dont le tiers état réclamait l’abolition. Modéré, il désirait des réformes plus qu’une révolution généralisée. Son rôle politique achevé, le 30 septembre 1791, par le remplacement de l’Assemblée constituante par l’Assemblée législative, il fut nommé, le 21 novembre 1791, juge du tribunal de Paris, avant de démissionner et de se retirer dans son domaine d’Argeville, qui avait appartenu au fameux lord Bolingbroke. Cette profonde retraite lui permit d’échapper à la Terreur mais, craignant pour sa vie, cette angoisse, surtout depuis l’exécution de son confrère au parlement et à l’Assemblée constituante Fréteau, pourrait avoir hâté sa mort.
Selon Lalande, son caractère, sa simplicité et sa bienfaisance l’avaient rendu cher à tous les habitants de sa campagne. Distrait, probablement en raison de ses occupations, il était extrêmement agréable dans la société, plaisantait continuellement et toujours avec esprit, raillant souvent même les personnes les plus élevées en dignité aussi simple qu’il était juste et savant, dédaignant de montrer dans son costume ou ses manières son grand savoir, sa position ou sa fortune. Outre l’Académie royale, il était également membre associé de la Royal Society, de Académie royale des sciences de Suède et de Académie des sciences de Göttingen.

## Publications
- Traité des courbes algébriques, avec Mathieu-Bernard Goudin, 1756, in-12.
- Méthode générale et directe pour résoudre les problèmes relatifs aux éclipses.Cet ouvrage, lu à l’Académie, y fit la plus vive sensation.
- Recherches sur la gnomonique, les rétrogradations des planètes, et les éclipses de soleil, 1761.
  - (de) Des Herrn Dionysius du Sejour analytische Abhandlung von den Sonnenfinsternissen aus dessen Recherches sur la Gnomonique &c. übersetzt, mit Anmerkungen und Anwendung auf die große Sonnenfinsterniß 1793 den 5. September[7] (OCLC 257806632)
- Traité analytique des mouvements apparents des corps célestes, 2 vol. in-4°, 1786-1789.D’abord édité en 1774, ce cours d’astronomie analytique est un véritable monument élevé à la gloire de l’astronomie.
  - En ligne : vol. 1.
- Essai sur les comètes en général, et en particulier sur celles qui peuvent approcher de l’orbite de la Terre, 1775.
- Essai sur les phénomènes relatifs aux disparitions périodiques de l'anneau de Saturne, 1776, in-8°.Avec des formules analytiques renfermant toutes les circonstances de cette disparition qui survient tous les quinze ans, lorsque cet anneau est dirigé vers la Terre et ne présente que son épaisseur, et qu’il appliqua aux disparitions passées et à venir pour plusieurs siècles.

## Sources
- Louis Maïeul Chaudon, Dictionnaire historique, critique et bibliographique : suivi d’un Dictionnaire abrégé des mythologies, et d’un Tableau chronologique, par une société de gens de lettres, t. 9, Paris, Ménard et Desenne, 1822, 582 p. (lire en ligne), p. 33-4.
- Jérôme Lalande, Bibliographie astronomique : avec l’histoire de l’astronomie depuis 1781 jusqu’à 1802, Paris, Imprimerie de la République, 1803, 966 p. (lire en ligne), p. 750-1.
- « Achille Pierre Dionis du Séjour », dans Adolphe Robert et Gaston Cougny, Dictionnaire des parlementaires français, Edgar Bourloton, 1889-1891 [détail de l’édition]